# 4166 Pontryagin
4166 Pontryagin este un asteroid din centura principală, descoperit pe 26 septembrie 1978 de Liudmila Juravliova.